# معركة بنادير
كانت معركة بنادير اشتباكًا مسلحًا بين المظفريين والإمبراطورية البرتغالية في مقديشو.